# Dichotomius puncticollis
Dichotomius puncticollis är en skalbaggsart som beskrevs av Luederwaldt 1935. Dichotomius puncticollis ingår i släktet Dichotomius och familjen bladhorningar. Inga underarter finns listade i Catalogue of Life.